# Scottish Open 1998 (Badminton)
Die Scottish Open 1998 im Badminton fanden vom 26. bis zum 29. November 1998 in Edinburgh statt.

## Medaillengewinner
| Disziplin    | Gold                                 | Silber                     | Bronze                                    |
| ------------ | ------------------------------------ | -------------------------- | ----------------------------------------- |
| Herreneinzel | Pontus Jäntti                        | Darren Hall                | Bruce Flockhart                           |
| Herreneinzel | Pontus Jäntti                        | Darren Hall                | Kasper Fangel                             |
| Dameneinzel  | Margit Borg                          | Anu Weckström              | Petra Overzier                            |
| Dameneinzel  | Margit Borg                          | Anu Weckström              | Tracey Hallam                             |
| Herrendoppel | Michael Lamp Martin Lundgaard Hansen | Anthony Clark Ian Sullivan | Russell Hogg Craig Robertson              |
| Herrendoppel | Michael Lamp Martin Lundgaard Hansen | Anthony Clark Ian Sullivan | Sebastian Ottrembka Joachim Tesche        |
| Damendoppel  | Ann-Lou Jørgensen Mette Schjoldager  | Lorraine Cole Tracy Dineen | Felicity Gallup Joanne Muggeridge         |
| Damendoppel  | Ann-Lou Jørgensen Mette Schjoldager  | Lorraine Cole Tracy Dineen | Christelle Mol Christelle Szynal          |
| Mixed        | Michael Lamp Mette Schjoldager       | Ian Sullivan Gail Emms     | Martin Lundgaard Hansen Ann-Lou Jørgensen |
| Mixed        | Michael Lamp Mette Schjoldager       | Ian Sullivan Gail Emms     | Anthony Clark Lorraine Cole               |